# NGC 5562
NGC 5562 is een spiraalvormig sterrenstelsel in het sterrenbeeld Ossenhoeder. Het hemelobject werd op 28 juni 1883 ontdekt door de Duitse astronoom Ernst Wilhelm Leberecht Tempel.

## Synoniemen
- UGC 9174
- MCG 2-37-2
- ZWG 75.11
- NPM1G +10.0392
- PGC 51227